# Drăgești (gmina)
Drăgești – gmina w Rumunii, w okręgu Bihor. Obejmuje miejscowości Dicănești, Drăgești, Stracoș, Tășad i Topești. W 2011 roku liczyła 2586 mieszkańców.